# Orthetrum chrysostigma
Orthetrum chrysostigma är en trollsländeart. Orthetrum chrysostigma ingår i släktet Orthetrum och familjen segeltrollsländor. IUCN kategoriserar arten globalt som livskraftig.

## Underarter
Arten delas in i följande underarter:
- O. c. chrysostigma
- O. c. toddii

## Bildgalleri

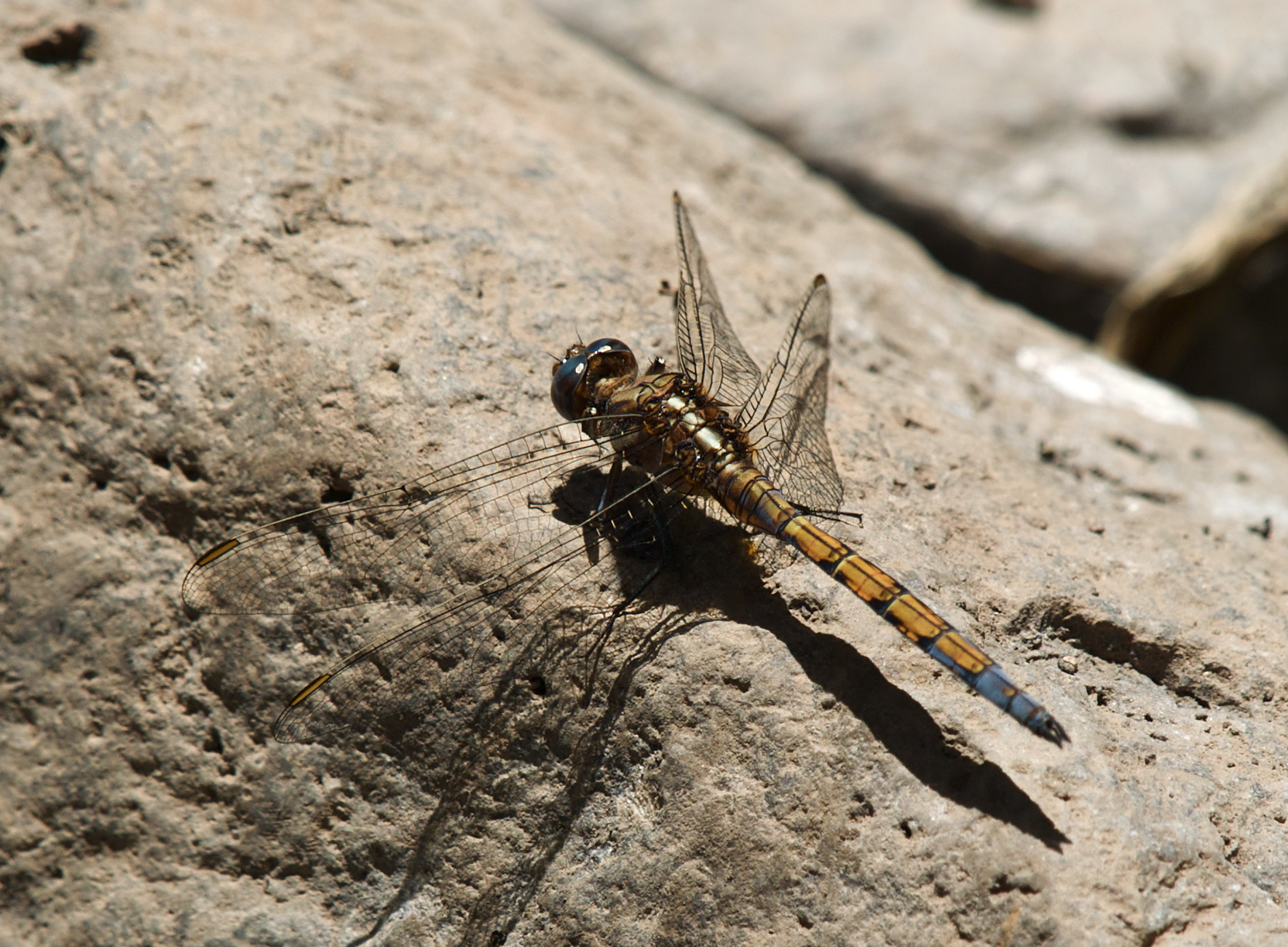
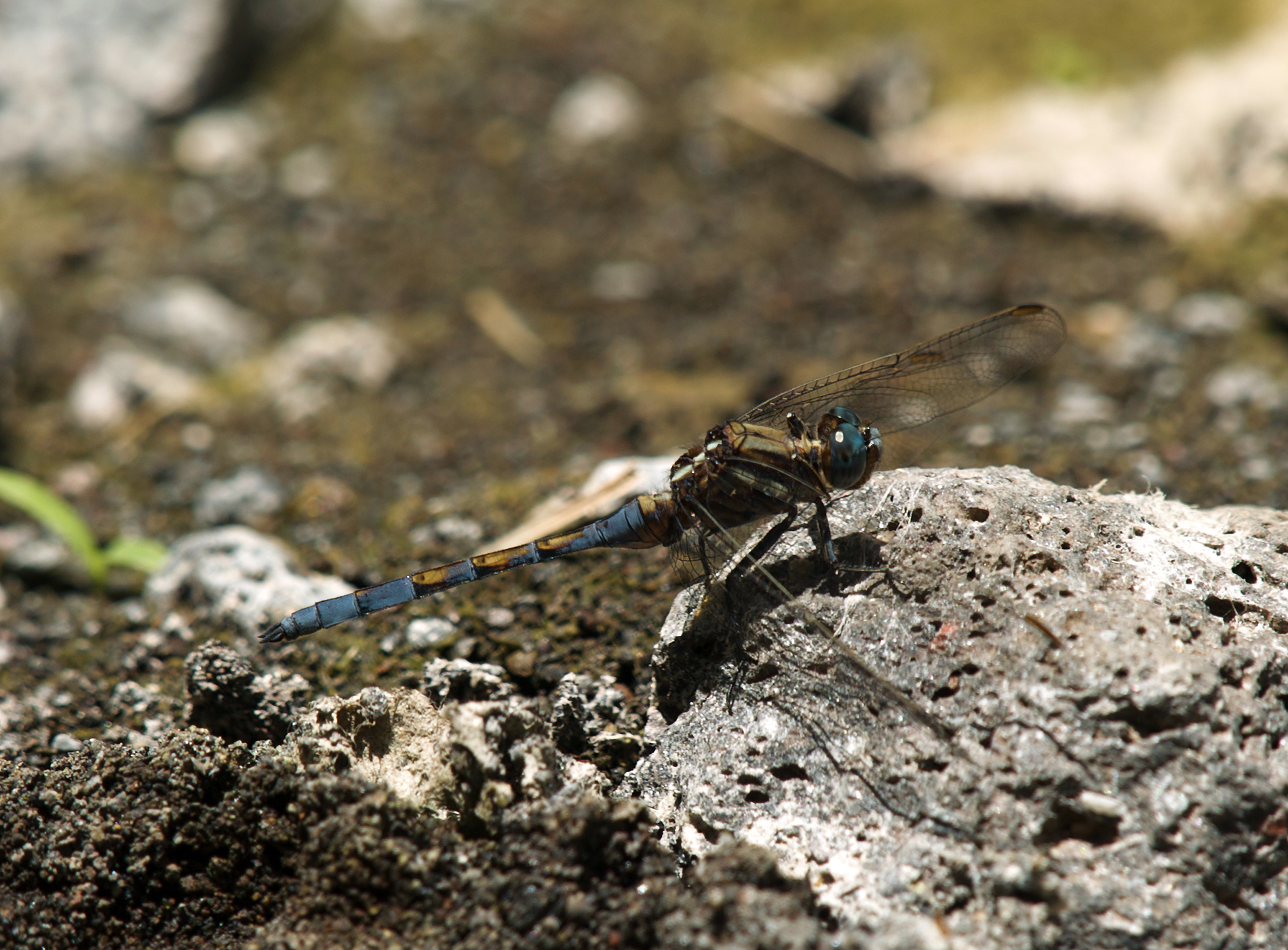
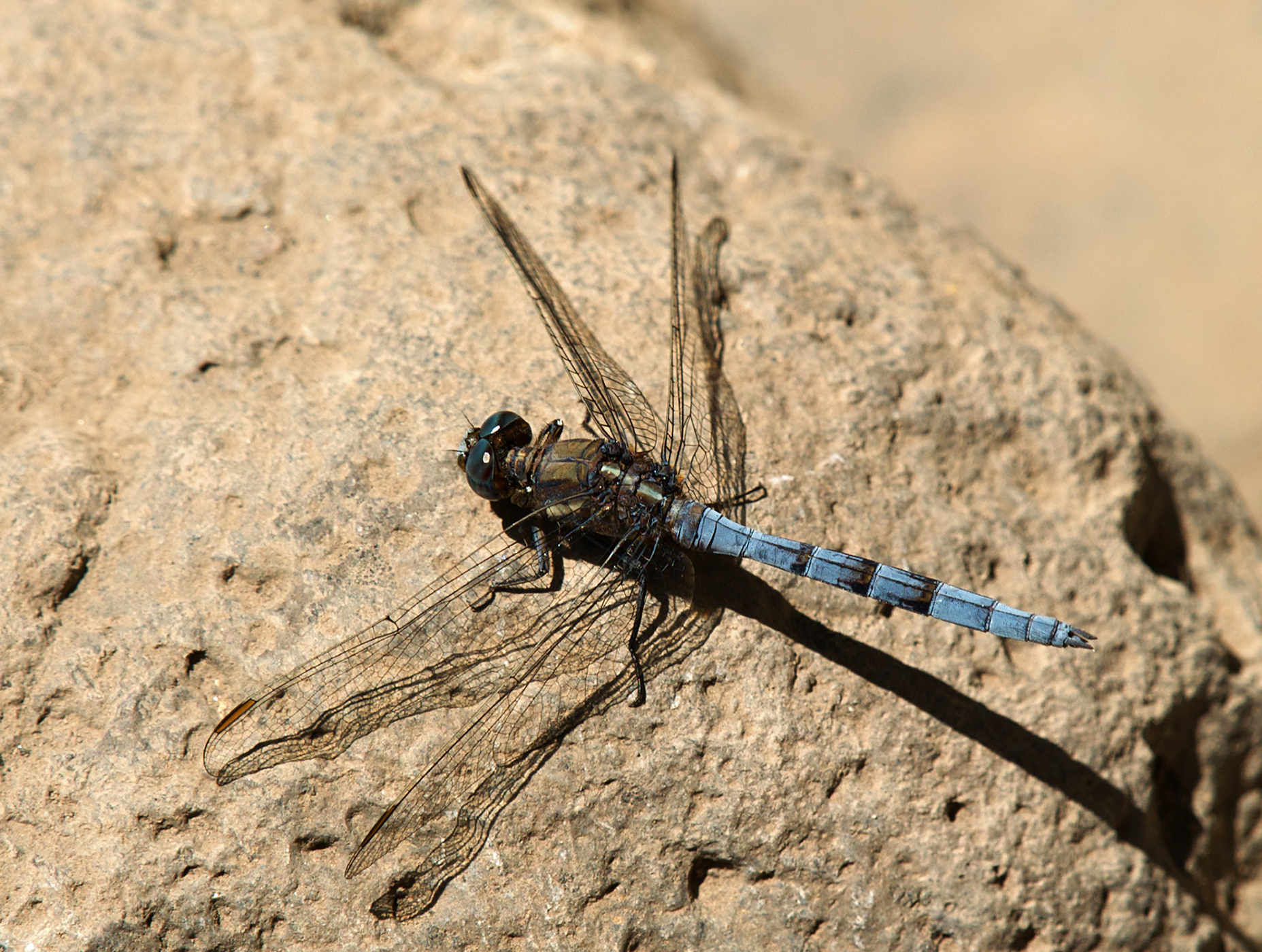
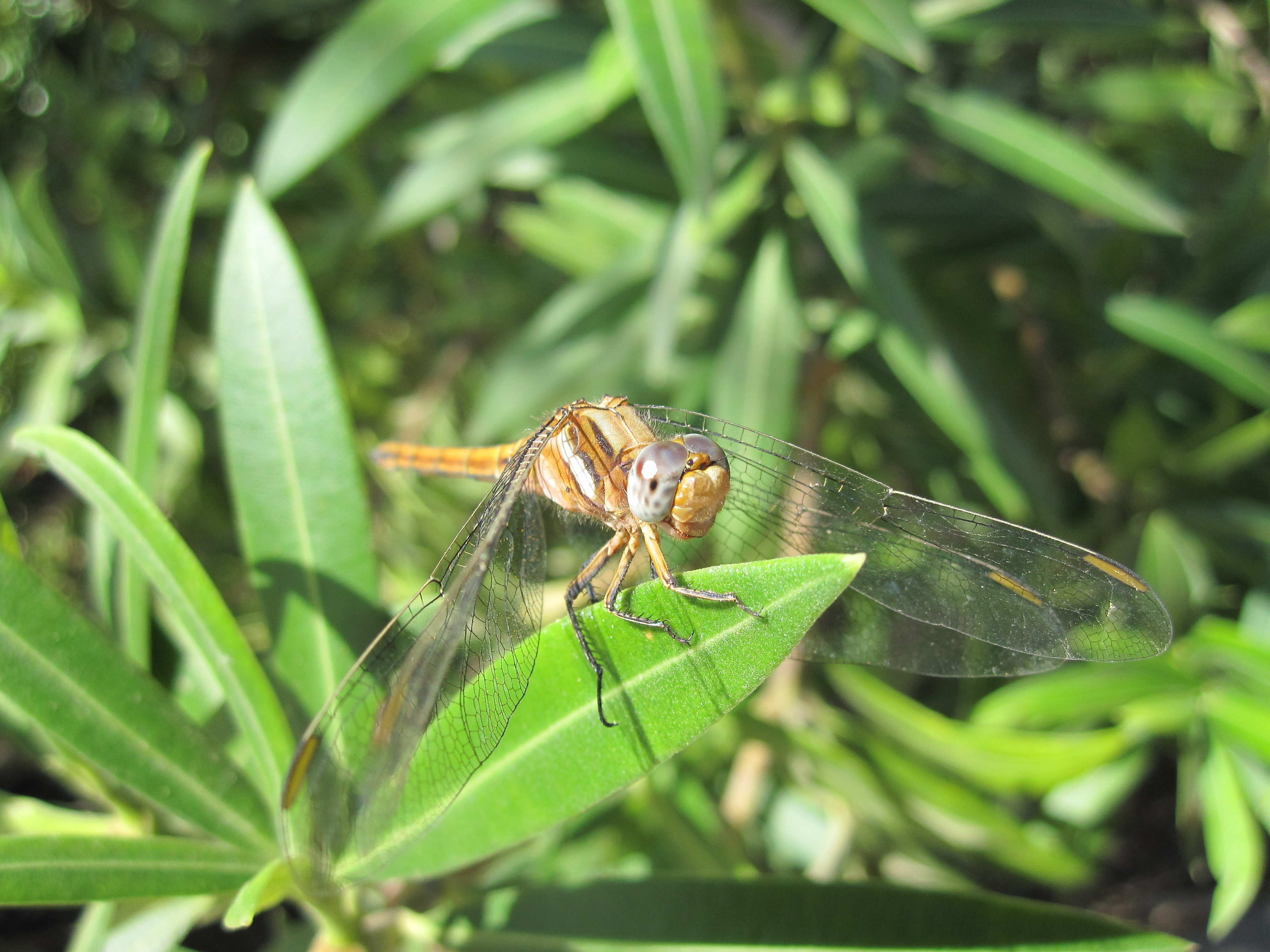
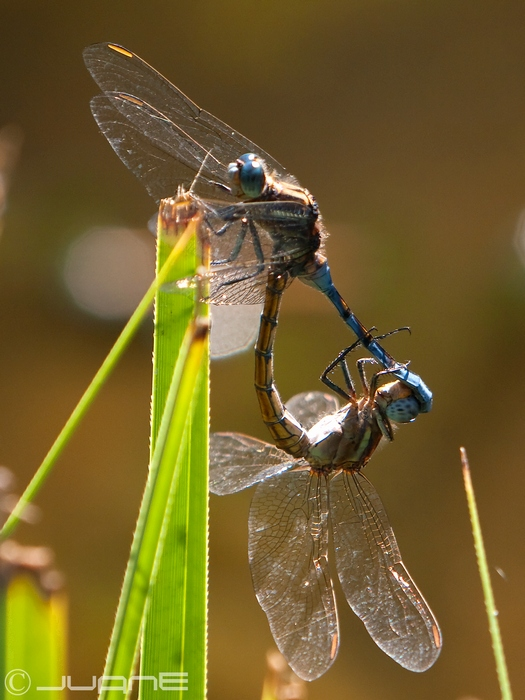
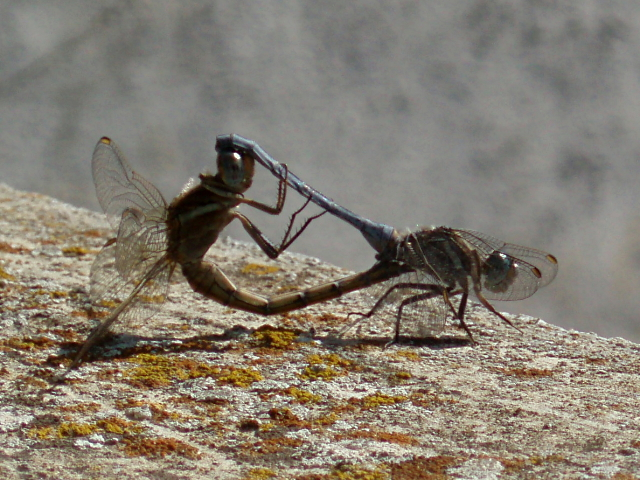